# Epworth, England
Epworth är en stad och civil parish i North Lincolnshire i Lincolnshire i England. Orten har 4 279 invånare (2011). Byn nämndes i Domedagsboken (Domesday Book) år 1086, och kallades då Epeurde.